# NGC 4369
NGC 4369 ist eine Spiralgalaxie vom Hubble-Typ Sa im Sternbild Canes Venatici am Nordsternhimmel. Sie ist rund 48 Millionen Lichtjahre von der Milchstraße entfernt und hat einen Durchmesser von etwa 27.000 Lichtjahren. Das Objekt wird als Starburstgalaxie geführt.
Am 22. November 2005 wurde von Migliardi in dieser Galaxie die Supernova SN 2005kl vom Typ Ic entdeckt.
NGC 4369 wurde am 17. März 1787 von Wilhelm Herschel entdeckt.